# JMJ Records
JMJ Records — американский лейбл звукозаписи, основанный в 1989 году Джейсоном Майзеллом, более известным как Джем Мастер Джей из группы Run-D.M.C.. На лейбле выпускались такие артисты как The Afros, Fam-Lee, Onyx, Jayo Felony, Suga и 50 Cent. Лейбл прекратил своё существование в 2002 году после убийства его основателя. За 13 лет существования JMJ Records выпустил 6 студийных альбомов и около 25 синглов.

## История
JMJ Records был основан в 1989 году Джейсоном Майзеллом, более известным как Джем Мастер Джей из группы Run-D.M.C.. Дистрибьютором лейбла были Sony Music и PolyGram. Лейбл был закрыт после того, как его основатель был застрелен в собственной студии звукозаписи 24/7 Studios, находящейся на втором этаже офисного здания по адресу 90-10 Merrick Boulevard в Джамейка (Куинс, Нью-Йорк) 30 октября 2002 года.
Самым первым артистом лейбла JMJ Records стала группа The Afros, в состав которой входили Kool Tee (Tadone Hill), DJ Kippy-O (Kip Morgan) и диджей группы Beastie Boys, DJ Hurricane (Wendell Fite). Название группы расшифровывается как «A Funky Rhythmic Organization Of Sounds». Сама идея создания этой группы пришла в голову диджею Хуррикейну и Джем Мастер Джею после просмотра фильма Hollywood Shuffle (с англ. — «Голливудский расклад») 1987 года. Их сингл «Feel It» был первым синглом, выпущенным на лейбле в 1990 году. Дебютный и единственный альбом группы, Kickin' Afrolistics, был выпущен на лейбле JMJ Records 14 августа 1990 года. Всю музыку на альбоме спродюсировали Дэвид Ривз, более известный как Davy DMX, и Джейсон Майзелл. Материал для второго альбома был записан, но так никогда и не был выпущен. Группа также поучаствовала в записи песни «Pause» группы Run-D.M.C. которая изначально была издана на сингле «Ghostbusters» в 1989 году.
В 1991 году Джей подписал на лейбл молодых ребят из города Плейнфилд в штате Нью-Джерси. Джей создал из них группу Fam-Lee, в состав которой входили юноши от 13 до 18 лет, четверо братьев по фамилии Pearyer: Berkley, Anthony, Keef и Coree. Их покойный дядя, Glen Goins, был членом групп Bootsy's Rubber Band и P-Funk. В 1991 году было выпущено 4 сингла, на которые были сняты видеоклипы: «You’re The One For Me», «Love Me», «Always On My Mind» и «Runs In The Fam-Lee». В последнем видео в кадре можно увидеть молодых на тот момент участников группы Onyx, Fredro Starr и Sticky Fingaz. На сингле «Runs In The Fam-Lee» также имеется ремикс, который спродюсировал продюсер группы Onyx, Chyskillz. В 1992 году группа выпустила на лейбле JMJ Records свой дебютный альбом Runs In The Fam-Lee. Группа записывала треки в популярном на тот момент стиле нью-джек-свинг и исполняла песни в основном о любви к противоположному полу. Джем Мастер Джей спродюсировал практически все их песни.
В 1993 году JMJ Records добился успеха с группой Onyx, чей дебютный альбом Bacdafucup в том же году стал «платиновым» по продажам в США, благодаря их популярному синглу «Slam», ставшему гимном всех би-боев, и также удостоенному «платины» в том же году.
В 1994 году Джей подписал на лейбл молодого гангста-рэпера Jayo Felony из Сан-Диего, штат Калифорния. Результатом этой сделки стал дебютный альбом рэпера Take a Ride, выпущенный в 1995 году.
В 1995 году на лейбл была подписана молодая девушка по имени Тои Джексон, известная как Suga, чей сингл, «What’s Up Star?», был включён на саундтрек к фильму The Show.
В 1996 году Джей взял под своё крыло молодого и начинающего рэпера из Куинса, Кёртиса Джексона, которого он научил основам ритма, позволил ему опробовать свой талант на профессиональном оборудовании в студии звукозаписи и дал ему первые реальные возможности для выступлений перед аудиторией. С годами Джем Мастер Джей станет для него не просто наставником, но и близким другом. В том же году Джей подписал с 50 Cent контракт, который позволил рэперу продолжать писать и записывать треки, хотя не было никакой гарантии, что они будут выпущены в виде альбома. В 1997 году Джексон выпустил на лейбле JMJ Records дебютный сингл «The Glow / The Hit» под именем Fifty-Cent. В 1998 году Фифти поучаствовал в записи песни «React» для третьего альбома группы Onyx Shut ’Em Down. Джей спродюсировал дебютный альбом для Фифти Цента, который он планировал выпустить на лейбле JMJ. Однако, после разочаровывающего процесса написания и нескольких задержек продакшена, альбом был отложен и никогда не увидел свет. На сегодняшний день существует очень мало остатков ранней работы 50 Cent с Jam Master Jay. Однако, наставничество Джея помогло Фифти получить пристальное внимание нескольких исполнительных продюсеров из Columbia Records, которые оценили его талант и подписали на свой лейбл в 1999 году.
В 2017 году JMJ Records был вновь открыт сыном Джем Мастер Джея, Джейсоном Майзеллом-младшим, также известным как Jam Master J'Son. Лейбл был вновь открыт под новым руководством: Ричи Рич 718 и Троем Дугласом.

## Бывшие артисты лейбла
- The Afros
- Fam-Lee
- Onyx
- Jayo Felony
- Suga
- 50 Cent